# Junji Fuseya
Junji Fuseya es un actor, un bailarín y un pintor japonés. Reside en España desde 2007.

## Biografía
A los seis años de edad, Junji Fuseya empezó a practicar la danza clásica japonesa Nihon Buyo (Hanayagi), el canto del teatro Noh (Kanzé), la ceremonia del té (Urassenké), el arreglo floral Ikebana (Ohara) y el Kyogen (Ookura), y también la danza moderna y la pintura.
Llegó a Europa en los años sesenta para estudiar con Étienne Decroux. Fundó su propio teatro en París en los años ochenta, y escribió cuatro textos sobre su propia técnica: “Le Théâtre hors du temps” (El Teatro Intemporal). Este método se utiliza en los cursos de formación profesional que dirige con Olivier Breitman.

## El Théâtre du Temps
Junji Fuseya es el Fundador del Théâtre du Temps en París, primer teatro de Francia consagrado a las creaciones francojaponesas desde 1980. En este lugar, el Théâtre du Temps, Junji Fuseya dirigió hasta el 2007 a actores franceses que él mismo formó, inspirándose en las técnicas del Noh, del Kabuki o del Kyôgen, y presentó unos espectáculos cuya creación correspondía a esta estilización o estaban en la línea de una unión cultural francojaponesa.
Al adaptar las técnicas tradicionales para integrarlas en el registro dramático occidental, Olivier Breitman se convierte, bajo su dirección, en el primer Onnagata francés.

## La Fundación López-Fuseya
Desde hace varios años, Junji Fuseya se consagra a la pintura y a la escultura, y participa regularmente en el Salón de los Independientes de París. También creó la Fundación López-Fuseya, en Palma de Mallorca, un organismo privado sin fines lucrativos clasificado como una fundación de carácter cultural, cuya misión es de desarrollar las relaciones pictórico-culturales, estudiar y difundir la obra pictórico-teatral de D.Junji FUSEYA y promover actividades relacionadas, en general con el arte y la pintura. 